# Relations entre l'Algérie et Madagascar
Les relations entre l'Algérie et Madagascar, également appelées relations algéro-malgaches, sont les relations bilatérales, diplomatiques et culturelles, entre l’Algérie et Madagascar.